# Стемпна
Стемпна (пол. Stępna) — село в Польщі, у гміні Частари Верушовського повіту Лодзинського воєводства.
У 1975-1998 роках село належало до Каліського воєводства.